# 曾良旅日記
『曾良旅日記』（そらたびにっき）は、河合曾良による1689年（元禄2年）及び1691年（元禄4年）の日記を中心とする自筆の覚書。その存在は古くから一部には知られていたが、芭蕉研究においては、山本安三郎が再発見して1943年（昭和18年）に出版し全貌が明らかになるまで、疑いの目で見られていた。出版以来『おくのほそ道』研究に一時期を画し、『おくのほそ道』本文における虚構、発句の初案、推敲の過程など、芭蕉の制作意識を考察する上で不可欠な資料となった。奥州行脚の史実を正確に伝え、芭蕉の俳文を解明する根本資料として重要であるとして、1978年6月15日に重要文化財に指定された。

## 概要
本書は縦11cm、横16.6cm、厚さ2cm、藍色の元表紙で紙敷・表紙裏の2枚を入れてちょうど100枚あり、中に白紙が4枚のほか貼り足された鰭紙が11枚ある。内容の上からは延喜式神名帳抄録、歌枕覚書、元禄二年日記、元禄四年日記、俳諧書留、その他雑録の6部に分けられるが、本書には外題も内題もなくすべて仮称である。『曾良日記』、『随行日記』などともいう。芭蕉の『おくのほそ道』とは異なり情緒的表現は一切見られず、地名や区間距離など事実を正確に書きとめている。ドナルド・キーンは『おくのほそ道』と本書の関係性を、シャトーブリアン子爵の旅行記『パリからエルサレムへの旅程』とその従者ジュリアンによる、妥協無く正確に日付を記した日記に比較している。また本書における時刻表記は、江戸時代の中期においては最も詳しく記述しているものとして有名である。十二支で表し、時間分を3等分して上刻・中刻・下刻とする定時法による表現が多く見られ、不定時法はあまり使われていない。

## 内容

### 延喜式神名帳抄録
吉川惟足に神道を学んだ曾良が、奥州行脚に備えて『延喜式神名帳』より旅程に従い北国の古社を抄録したもの。本書の冒頭より12丁裏の前半までに記される。

### 歌枕覚書
奥州行脚に備えて、通過を予定する地の歌枕をまとめた覚書。記載の形式より、そのほとんどが『類字名所和歌集』及び『楢山拾葉』を基に書き出したと見られる。12丁裏の後半より8丁にわたって記される。余白には旅行中の知見が書き加えられ、余白が無い場合は鰭紙を足して記入されている。「名勝備忘録」とも呼ばれる。

### 元禄二年日記

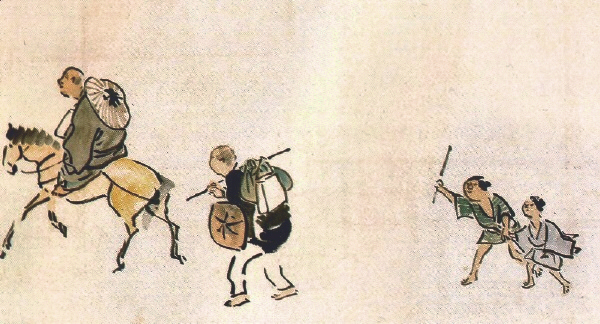
馬に乗る芭蕉と付き従う曾良
与謝蕪村『奥の細道絵巻』
逸翁美術館 所蔵

いわゆる「奥の細道随行日記」とはこの部分を指し、33丁半にわたり記される。元禄2年3月の深川出立より8月5日に芭蕉と別れて伊勢長島へ先発するまでについては、奥州行脚における実際の日付・天候・旅程・宿泊その他の芭蕉主従の動静が記されており、『おくのほそ道』との比較対照によって芭蕉の制作意識を探求する重要な資料となっている。9月3日に大垣で芭蕉を迎え、11月13日に曾良が江戸深川に帰庵するまでが記されている。

### 元禄四年日記
元禄4年3月4日に曾良が江戸を出立し、7月25日に長島に着き滞留するまでが記されている。「近畿巡遊日記」ともいう。「元禄二年日記」33丁目表の後半より1行空けたところから23丁にわたって記され、「俳諧書留」と白紙2枚を挟んで1丁の表3分の2ほど記される。神社仏閣参詣の記事が多くを占め、
吉野・高野山・熊野・和歌浦・須磨・明石などを巡遊して近畿一円の社寺・歌枕を記録し、5月2日に嵯峨落柿舎滞在中の芭蕉を訪ね、『猿蓑』編纂時の芭蕉や蕉門俳人の動静を伝える。

### 俳諧書留
奥州行脚中に芭蕉や曾良ほかの詠んだ発句、道中での俳諧興行の記録などを日記とは別に記録したもので、各作品の初案形などを知る上で必須の資料。「元禄四年日記」の後16丁半にわたり、「高泉の白鷺、丈山の楓林見月」と題する漢詩2篇に続き記されている。末尾には元禄4年の旅での作や『猿蓑』に入集した曾良の句も書き加えられている。

### 雑録
「元禄四年日記」の末尾1丁表の後白紙が2枚入り、その後2丁にわたって記される。弓道に関する「古代十六ヶ条」、山中温泉で書き留めた貞室の逸話、奥州行及び近畿行での人名・住所録、古歌の走り書きなどがある。

## 伝来
原書は「曾良本」と呼ばれる『おくのほそ道』の写本と共に古い桐箱に収められ、両書は師弟伴って伝来した。
本書は曾良が九州巡検使に随行して1710年（宝永7年）に壱岐国で客死した際、芭蕉の弟子の中でも曾良と最も親しい仲であった杉山杉風の手許に預けられていた。杉風の子、杉舎と義兄弟であった紫江坊柏舟はその著『俳諧六指』の9巻目に、杉風が1719年（享保4年）ごろ本書を持っていたという逸話を載せている。その後曾良の生家である高野家へ送られ、1740年（元文5年）に高野家が断絶したため、曾良の母の生家である上諏訪の河西家が管理するものとなった。当主河西周徳は曾良の姉の子を娶って曾良を叔父と慕っており、本書や『おくのほそ道』などから曾良の遺稿集『雪丸け』を編纂した。
その後は久保島若人の手に渡った。
仙台の竹林舎曰人の『蕉門諸生全傳』の曾良傳には、若人が「曾良日記」を伝持したとある。また芦陰舎竹斎が1810年（文化7年）に刊行した俳書『句安奇禹度』では、本書の表紙見返しにある仙台略図と九八丁表の「元禄二年七月廿日書之」の一行を「信州上諏方久保島氏にしてこれをうつす」として透写している。「諏訪史学会報」第1号（1967年5月1日発行）によれば、若人は本書を河西家より騙取したという。若人は本書の他掛軸や硯箱など8品を58両で買い受けたが、10両支払った後は言を左右して支払いをせず、また本書他は江戸へ売り払った。河西家は江戸の売り先に直談判したが応ぜられず、高島藩へ訴えた。藩では若人を取り調べ厳重に処分を与えたが、本書他の曾良の遺品は遂に戻らなかった。原書が納められている桐箱には「芭蕉翁正筆奥の細道、並曾良日記添」と記し1840年（天保11年）若人から助宣雅君へ宛てた譲状が現在も残っている。
その後には、信州から売りに出て母里藩の松平志摩守が買い上げたという史料が残るのみである。本間契史の本間文庫旧蔵本の中に、『奥細道菅菰抄』があって、これに契史自身が「先年、信濃より出たりとて、祖師眞筆の草稿に、曾良が腰帳を添て売物に出たる事あり。松平志摩守との買上られたり」との朱注を入れている。
他の俳論書にも、本書に由来する記述が散見される。夜話亭雨考の『青蔭集』には、曾良の覚書と見られる書を写すとして、本書の4月21日（白河）から5月9日（松島）までの記事の抄録を載せている。飛鳥園一叟の『芭蕉桃青翁御正伝記』では、出発から5月17日（尾花沢・鈴木清風宅）までの本書の抄録が巻一の終部に掲載されている。

### 再発見
明治年間には大阪の桑原深造から、古美術の収集をもって聞こえた伊東の斎藤幾太が入手し、斎藤浩介に受け継がれていた。山本安三郎はかねてより斎藤家が古名流俳家の墨蹟文書等を愛蔵していると聞き及んでおり、1938年（昭和13年）の夏に弟子の佐藤清一の紹介をうけてその虫干しに立会った。書晝や銘器とともに古俳人の筆になる数点があり、山本はその中に本書を発見した。山本は所持する『芭蕉圖録』の真蹟写真を撮影するため訪れた杉浦正一郎に本書の存在を明かし、これを翻刻して出版するに際し序文を誰に依頼すべきか相談した。杉浦は志田義秀を推薦し、さらに本書の在り処を問うたが、山本はこれを黙して語らず、所有者が伊東の人であるとのみ答えた。山本は本書の翻刻を『曽良奥の細道随行日記・附元禄四年日記』と名付け、1943年7月（昭和18年）に東京の小川書房から発刊してその全貌を明らかにした。
奇しくもこの年は芭蕉二百五十回忌、生誕三百年祭に当たる。
この翻刻本は大変に人気を呼び、同年12月には第2版、1944年9月に3版と版を重ねた。1946年にも第4版が発行されている。

### 戦後
山本は本書の所有者を秘したまま、1947年（昭和22年）10月24日に世を去った。杉浦は1949年（昭和24年）に岩波書店より『奥の細道』改版・新版の編纂を依頼され、その折に岩波文庫主任の玉井乾介から付録として本書を付けるように要望された。山本による翻刻は原本の順序改変や省略もあり、また難読とした文字やミスプリントなどが多くあった。杉浦は山本の翻刻をそのまま拝借することを良しとせず、本書を自ら校合しなければならないと考えたが、原本の行方が判らないと玉井に告げた。杉浦と玉井は1950年（昭和25年）9月6日に伊東を訪れ、郷土史家を探して前町長の太田賢治郎に辿り着いた。太田は齋藤浩介から本書を所持していることを聞き知っていた。2人は太田から佐藤清一を紹介され、佐藤から齋藤浩介の息子齋藤茂への紹介状を得た。杉浦は日立精機の大森工場に齋藤茂を訪ね、齋藤家もまた本書を活用できる所へ譲りたいと考えていることを知らされた。杉浦はこの言葉を受け、本書をかつて杉浦が1935年の開設以来収集の任にあたっていた天理図書館綿屋文庫に是非とも収めたいと考えた。杉浦は図書館長富永牧太郎及び司書中村幸彦に購入を要望したが、この希望は実現しなかった。そのため杉浦は斎藤家から自ら本書を譲り受けることにし、大坂に妻名義で所有していた家を売ってこれを購った。杉浦によれば、「私は『日記』が萬一好事家の手にでも入つて、再び學会に活用出來なくなるやうな事でも起れば大變だと思つてふと身の程を忘れたのである」という。1950年（昭和25年）11月6日、杉浦は宮本三郎とともに斎藤浩介の上目黒宅を訪れ、1951年（昭和26年）9月10日までに本書を精査し、『芭蕉おくのほそ道・附曽良随行日記』（岩波文庫）に『おくのほそ道』関係部分を翻刻して世に示した。杉浦の死後は1959年（昭和34年）2月に未亡人の手を離れ、綿屋文庫蔵に帰して現在に至る。
また1951年には、本書の写本が相次いで2部発見されている。一つは那須湯本温泉和泉屋旅館主で那須温泉神社の神職である人見義勇の蔵本で「人見本」と呼ばれ、『下野新聞』1951年6月17日号に紹介された。もう一つは那須黒羽の小山田家蔵になるもので、「小山田本」と呼ばれる。

## 『おくのほそ道』研究への影響
本書が再発見されて刊行される前は、例えば樋口功などはその著『芭蕉研究』において『雪丸け』などから旅行中の発句の姿を見るべきとするなど、間接的な資料を用いて考証を行っていた。。刊行後は、各発句の初案形を知るには「俳諧書留」を参照すればよく、必須の資料となった。
山本は本書を世に出すに際し、端書に「如斯日記が今日まで完全に残されてあつたことは私の思ひもつかぬ驚異であつた。奥の細道行脚の日より約二百五十年間、芭蕉研究に於ける汗牛充棟も啻ならざる文書記録等にも、未だ嘗て顕はれたことの無い史料である」と述べている。また志田は同書の序文において、「これによつて学会の蒙る裨益は蓋し大なるものがあろう」と評価し、従来『青蔭集』などにおける記述へ疑いの目が向けられていたことについては、「今度随行日記が現はれて見るとこれが全く逆になり却つてこの随行日記の存在を立証するものになるのである」として、また様々な傍証を挙げて曾良の真筆に間違いの無いものとしている。
この翻刻により『おくのほそ道』との間に多くの齟齬が指摘されることとなり、紀行の虚構性、また制作意識の問題が大きく取り上げられるようになった。もとより志田は本書の再発見に先立つ1942年に「芭蕉と制作意識」と題して奥州行脚の旅先で残された書簡などから、明らかに旅程順に沿わず配置された句や季語を変更した句があって旅行の事実のままではなくて、『おくのほそ道』には作為と虚構性が見られると世に問うていた。『国文学 解釈と鑑賞』は1951年に『奥の細道と曾良日記特輯号』を出し、本書の再発見を巡り様々な学説を併記した。中でも小宮豊隆は「曽良日記の真実性」と題して「芭蕉の記録の錯誤や芭蕉の記憶の混淆はある。然し芭蕉による意識的な虚構の痕は少しも見られない」との信念を表したが、後に杉浦や井本農一、阿部喜三男らが詳細に検討した結果、紀行の作為と虚構性は明らかであると、広く学会に定着した。
以後『芭蕉おくのほそ道・付曽良旅日記』（萩原恭男校注 岩波文庫）や『新訂おくのほそ道・附曽良随行日記』（潁原退蔵・尾形仂訳注 角川日本古典文庫）など『おくのほそ道』注解書の多くで「元禄二年日記」や「俳諧書留」を翻刻するようになった。
金森敦子は正面から「曽良旅日記」の解説を試み、他の時代の文献も参照し、旅をし、種々の発見をした。おくの細道の行程は450里前後である。曽良の記した不定時法を計算しなおし、今まで注目されていなかった、番所の出入りに注目した。距離、時間、番所、地方俳人の動向をキーワードとした。また、芭蕉の最初の希望は塩釜神社の桜をみることであったが、これは無理で、随行者に選ばれた曽良の調査で、芭蕉の健康もあり、出発を遅らせ、おくの細道は歌枕の探訪となった。7月5日-7日（陽暦8月19日）の項で、芭蕉立腹すのとあり、当時の芭蕉の置かれた立場がよくわかる。おくの細道156日間で芭蕉が怒り心頭に発したのはこの日だけである。低耳が紹介状を書いていたので（天屋弥惣兵衛へ）それを持って天屋を訪ねたが、不快になって飛び出した。天屋では2度にわたって使用人を走らせて戻って泊ってくれといったが、芭蕉の怒りはおさまらなかった。天屋弥惣兵衛は俳諧の正統は貞門派であるとかたく信じ、次々と新風を打ち立てている芭蕉を異端者扱いにし、若さゆえに（35歳）ついトゲのある言葉を口にしたのかもしれない。

## 翻刻出版書籍
- 山本安三郎 編『曽良 奥の細道随行日記 附 元禄四年日記』小川書房、1943年7月30日、283頁。

### 抄録
- 潁原退蔵・尾形仂 編『新版 おくのほそ道 現代語訳／曾良随行日記付き』角川書店〈角川ソフィア文庫〉、2003年3月、381頁。ISBN 9784044010041。
- 萩原恭男 編『芭蕉 おくのほそ道 付 曾良旅日記 奥細道菅菰抄』岩波書店〈岩波文庫〉、1979年1月16日、290頁。ISBN 4-00-302062-6。

### 人物
1. ↑  山本安三郎（-1947）：俳号は六丁子、俳句団体「笹鳴会」を主宰する俳人であり、在野の芭蕉研究家・蒐集家として知られた医師。能村登四郎の伯父
2. ↑  河西周徳（1695年 - 1753年）：上諏訪の俳人。露沾の門人水間沾徳に師事した
3. ↑  久保島権平、または久左ヱ門（1763年 - 1851年）：信州上諏訪の高島藩士で井上士朗に学んだ俳人。曾良百回忌を記念して『続雪まろげ』を刊行した藤森素檗（藤森由永）の三回忌に『素檗句集』を刊行した
4. ↑  遠藤定矩（1758年 - 1836年）：陸奥仙台藩士で丈芝坊白居に学ぶ。素檗が1808年（文化5年）松島に曾良句碑「松島や鶴に身をかれほととぎす」を建立した際に協力した
5. ↑  田辺百堂：大阪堂島の米穀商で吉分大魯門下の俳人
6. ↑  本間徳左衛門（1824年 - 1873年）：白河・会津・村松藩の御用達を務めた資産家で中蒲原郡下新村の庄屋。遠藤蒼山に師事して古木庵契史（桂花亭）と号した
7. ↑  石井雨考（1749年 - 1827年）：陸奥須賀川の俳人。江戸中期から後期に二階堂桃祖に学ぶ
8. ↑  天堂一叟：飛鳥園四世再生坊天堂。『七部十寸鏡冬日解』などを著した
9. ↑  桑原深造：実業家、日本土木会社理事。兼松房治郎による大阪日報買収に協力した
10. ↑  斎藤幾太（1859年 - 1938年）：実業家、久原房之助の兄。教育施設「打出夜学校」の開講で知られる
11. ↑  佐藤清一：俳号は十雨、坂口安吾の小説『肝臓先生』のモデルとして知られた医師

### 註釈
1. ↑  里村昌琢編。21代集の名所和歌を国別に分類
2. ↑  石川清民編、1671年（寛文11年）刊。『万葉集』の名所和歌を分類
3. ↑  幕府の家士で江戸の俳人、結城平蔵が助宣の号を持つが、杉浦は松平志摩守の別号かもしれないと示唆している
4. ↑  江戸中期の芭蕉研究家である蓑笠庵梨一の著。刊行された『おくのほそ道』研究の書としては最初のものとされる

### 書籍
- ドナルド・キーン 著、金関寿夫 訳『百代の過客 日記にみる日本人』講談社、2011年10月12日、633頁。ISBN 978-4-06-292078-0。
- 上野洋三『芭蕉論』筑摩書房、1986年10月5日、362頁。ISBN 4-480-82219-4。
- 岡田喜秋『旅人・曾良と芭蕉』河出書房新社、1991年12月10日、302頁。ISBN 4-309-00725-2。
- 金森敦子『「曽良旅日記」を読む ― もうひとつの『おくのほそ道』』法政大学出版局、2013年9月9日、369頁。ISBN 978-4-588-32507-6。
- 栗山理一; 井本農一; 中村俊定『国語国文学研究史大成12 芭蕉』（増補）三省堂、1977年3月1日、630頁。 NCID BN0284991X。
- 櫻井武次郎『芭蕉自筆「奥の細道」の顛末』PHP研究所、1997年10月12日、238頁。ISBN 4-569-55708-2。
- 志田義秀『芭蕉展望』日本評論社、1946年4月25日、212頁。
- 白石悌三 著「『おくのほそ道』の構想」、日本文学研究資料刊行会 編『芭蕉』有精堂出版〈日本文学研究資料叢書〉、1969年11月25日、312頁。
- 杉浦正一郎『芭蕉研究』岩波書店、1958年9月20日、487頁。
- 樋口功『芭蕉研究』文献書院、1923年7月18日、436頁。
- 久富哲雄『おくのほそ道』講談社、1980年1月10日、360頁。ISBN 4-06-158452-9。
- 村松友次『芭蕉の作品と伝記の研究 -新資料による-』笠間書院、1977年5月30日、897頁。ISBN 4-305-40037-5。
- 村松友次『曽良本『おくのほそ道』の研究』笠間書院、1988年2月29日、395頁。ISBN 4-305-70148-0。

### 辞典
- 上野洋三; 尾形仂; 草間時彦; 島津忠夫; 大岡信; 森川昭 著「曾良旅日記」、加藤楸邨; 大谷篤蔵; 井本農一 編『俳文学大辞典』角川書店、1995年10月27日、1184頁。ISBN 4-04-022700-X。
- 杉浦正一郎; 久富哲雄 著「曾良旅日記」、伊地知鐵男; 井本農一; 神田秀夫 ほか 編『俳諧大辞典』明治書院、1957年7月10日、1008頁。ISBN 4-625-40005-8。
- 松尾靖秋「曾良旅日記」『俳句辞典 近世』（増補）桜楓社、1977年5月30日、559頁。ISBN 4-273-00322-8。
- 宮本三郎 著「曾良旅日記」、日本古典文学大辞典編集員会 編『日本古典文学大辞典』（簡約）岩波書店、1986年12月2日、2026頁。ISBN 4-00-080067-1。

### 紀要・論集
- 杉浦正一郎「曾良の「奥の細道随行日記」をめぐりて」『連歌俳諧研究』第1巻第1号、俳文學會、1951年11月1日、57-61頁、doi:10.11180/haibun1951.1951.57。
- 中里重吉「『おくのほそ道』を通して見た紀行文学の性格」『中央学院大学論叢. 一般教育関係』第2巻第1号、中央学院大学、1967年11月10日、89-109頁、ISSN 0286-5726、NAID 110001042220、NCID AN0014364X。